# Ben Hian
Pour les articles homonymes, voir Hian.
Ben Hian, officiellement Benjamin Hian, est un athlète américain né en 1969. Spécialiste de l'ultra-trail, il détient le record de victoires sur la Leona Divide 50 Mile, qu'il a remportée cinq années de suite de 1994 à 1998, mais aussi sur l'Angeles Crest 100 Mile Endurance Run, qu'il a gagnée par quatre fois, en 1994, 1995, 1996 et 1998. Après une décennie d'inactivité, il a en outre terminé premier de la San Diego 100 en 2009.

## Résultats
| no  | masculin          | Course                               | Longueur   | Départ            | Temps            |
| --- | ----------------- | ------------------------------------ | ---------- | ----------------- | ---------------- |
| 2e  | Médaille d'argent | Leona Divide                         | 50 milles  | 18 avril 1992     | 7 h 21 min 44 s  |
| 1er | Médaille d'or     | Leona Divide                         | 50 milles  | 16 avril 1994     | 6 h 37 min 54 s  |
| 1er | Médaille d'or     | Angeles Crest 100 Mile Endurance Run | 100 milles | 24 septembre 1994 | 18 h 39 min 48 s |
| 1er | Médaille d'or     | Leona Divide                         | 50 milles  | 15 avril 1995     | 6 h 21 min 37 s  |
| 1er | Médaille d'or     | Angeles Crest 100 Mile Endurance Run | 100 milles | 30 septembre 1995 | 19 h 11 min 11 s |
| 1er | Médaille d'or     | Leona Divide                         | 50 milles  | 20 avril 1996     | 6 h 37 min 02 s  |
| 1er | Médaille d'or     | Angeles Crest 100 Mile Endurance Run | 100 milles | 28 septembre 1996 | 18 h 50 min 24 s |
| 1er | Médaille d'or     | Leona Divide                         | 50 milles  | 19 avril 1997     | 6 h 34 min 32 s  |
| 1er | Médaille d'or     | Leona Divide                         | 50 milles  | 25 avril 1998     | 6 h 41 min 25 s  |
| 1er | Médaille d'or     | Angeles Crest 100 Mile Endurance Run | 100 milles | 26 septembre 1998 | 19 h 05 min 35 s |
| 1er | Médaille d'or     | San Diego 100                        | 100 milles | 6 juin 2009       | 18 h 15 min 45 s |